# Charles Athanase Walckenaer
Barão Charles Athanase Walckenaer (25 de dezembro de 1771, Paris — 28 de abril de 1852, Paris) foi um funcionário público e cientista francês.
Nasceu em Paris e estudou na Universidade de Oxford e na Universidade de Glasgow. Em 1793 ele foi apontado como chefe dos transportes militares nos Pirenéus, depois que realizou seus estudos técnicos na Escola Nacional das Pontes e Calçadas e na Escola Politécnica. Ele foi eleito membro do Instituto da França em 1813, foi maire no quinto arrondissement em Paris e foi secretário-geral do hoje extinto departamento Seine de 1816 a 1825. Ele foi nomeado barão em 1823.
Em 1839 foi apontado curador do Departamento de Mapas da Biblioteca Real de Paris e em 1840 secretário para a vida da Academia das Inscrições e Línguas Antigas. Ele foi um dos fundadores da Sociedade Entomológica da França em 1832.
Ele introduziu a biografia completa de acordo com o modelo inglês na Literatura francesa através de seus trabalhos Histoire de la vie et des ouvrages de la Fontaine (1820, 4.ª ed. 1858), Histoire de la vie et des poésies d'Horace ( 1840; nova ed. 1858) e Mémoires touchent la vie et les écrits de Mme de Sevigné ( 6 volumes, 1842-1865). No trabalho de La Bruyère, o qual ele publicou em 1845, ele retornou para o texto original.
Na área da Geografia, ele publicou La monde maritime ( 4 vols., 1818), Histoire générale des voyages ( 21 vols., 1826-1831) e Géographie ancienne, historique et comparée des Gaules ( 3 vols., 1839, nova ed. 1862). Foi também um entomólogo e publicou, junto com outras coisas, Histoire naturelle des insectes ( 4 vols., 1836-1847) junto com Paul Gervais.